# ۹٬۱۰-دی‌هیدروکسی‌آنتراسن
۹،۱۰-دی‌هیدروکسی‌آنتراسن (به انگلیسی: 9,10-Dihydroxyanthracene) یک ترکیب شیمیایی با شناسه پاب‌کم ۲۱۰۸۲ است. 